# Megafroneta gigas
Megafroneta gigas là một loài nhện trong họ Linyphiidae.
Loài này thuộc chi Megafroneta. Megafroneta gigas được A. David Blest miêu tả năm 1979.